# Kirishima

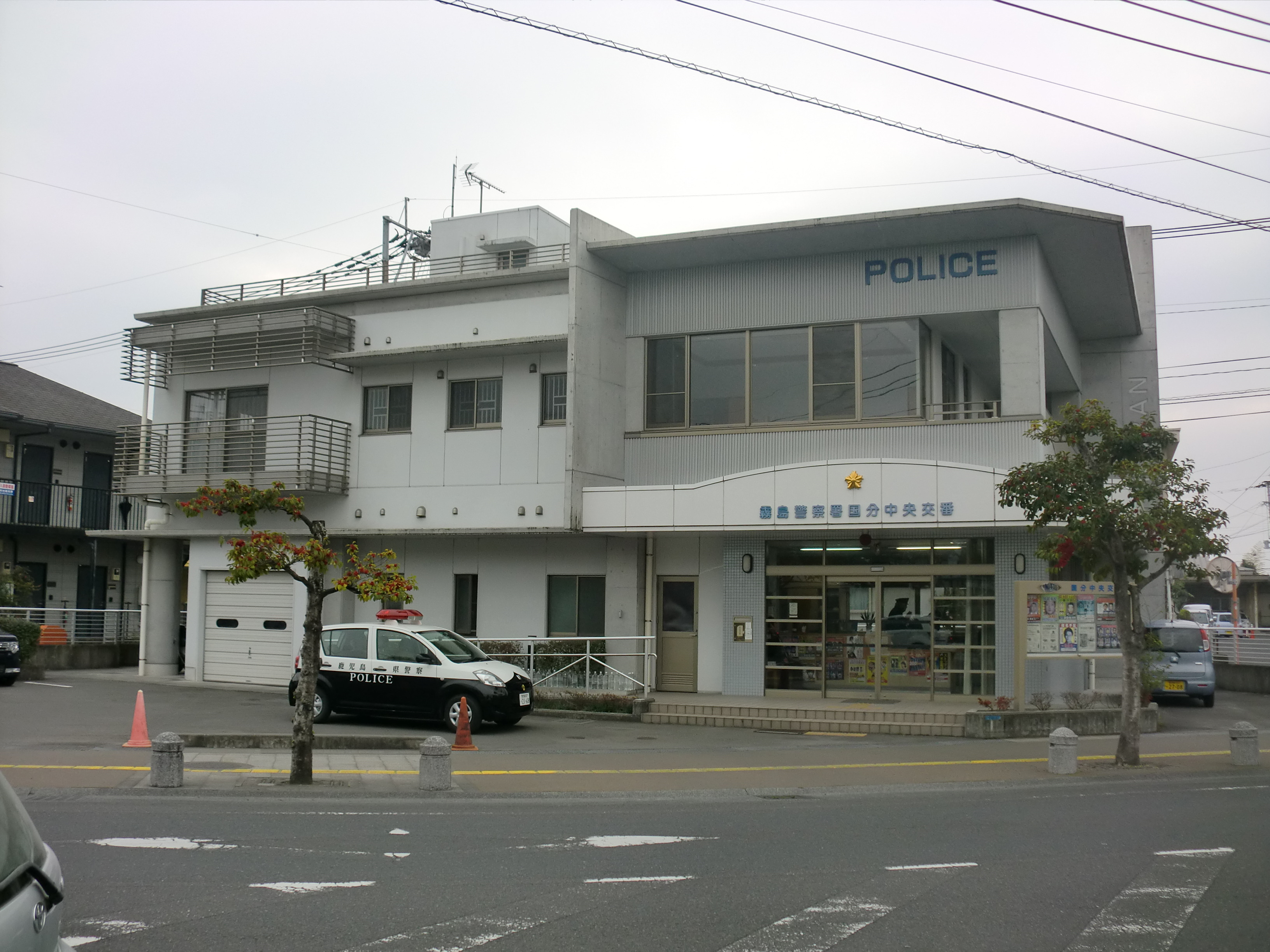
Polishuset i Kirishima

Kirishima (japanska: 霧島市?, Kirishima-shi) är en stad i södra Japan, och är belägen i prefekturen Kagoshima. Kirishima bildades den 7 november 2005, då staden Kokubu slogs ihop med kommunerna Fukuyama, Hayato, Kirishima, Makizono, Mizobe och Yokogawa. Det är prefekturens näst största stad, både till folkmängd och yta. Kirishima är belägen vid Kagoshimabukten, och ingår i den större staden Kagoshimas storstadsområde. Prefekturens största flygplats, Kagoshima Kūkō, ligger i Kirishima.